# マーガレット・オブ・イングランド (1346-1361)
マーガレット・オブ・イングランド（Margaret of England, 1346年7月20日 - 1361年10月1日/12月25日）は、イングランド王エドワード3世とその王妃フィリッパ・オブ・エノーの娘。マーガレット・オブ・ウィンザー（Margaret of Windsor）ともよばれる。第2代ペンブルック伯ジョン・ヘイスティングスと結婚した。

## 生涯
マーガレットは当初、オーストリア公アルブレヒト3世と結婚する予定であったが、政情の変化により取りやめとなった。数年後、マーガレットはシャルル・ド・ブロワの息子でブルターニュ公位をめぐってジャン5世と争うこととなるジャン1世・ド・シャティヨンと婚約したが、この婚約は、姉のメアリーがすでにブルターニュ公嗣ジャン4世と婚約していたため破棄された。
マーガレットは、ペンブルック伯ローレンス・ヘイスティングスとその妻でロジャー・モーティマー（イザベラ・オブ・フランスの寵臣）の娘アグネスの間の息子の第2代ペンブルック伯ジョン・ヘイスティングスとともに育った。子供の頃から2人は親しい友人であった。1359年5月13日、マーガレットはジョン・ヘイスティングスと結婚した。その同じ週に、マーガレットの兄である初代ランカスター公ジョン・オブ・ゴーントがレディングにおいてブランシュ・オブ・ランカスターと結婚した。
結婚の2年後にマーガレットは亡くなり、アビンドン修道院に埋葬された。正確な没日と原因は不明であるが、最後に生存が記録されているのは1361年10月1日である。